# Llista de monuments d'Horta de Sant Joan
Llista de monuments d'Horta de Sant Joan inclosos en l'Inventari del Patrimoni Arquitectònic Català per al municipi d'Horta de Sant Joan (Terra Alta). Inclou els inscrits en el Registre de Béns Culturals d'Interès Nacional (BCIN) amb les classificacions de monument històric i conjunt històric, els Béns Culturals d'Interès Local (BCIL) de caràcter immoble i la resta de béns arquitectònics integrants del patrimoni cultural català.
| Monument                                                          | Protecció       | Estil/època                                      | Localització                                                                             | Coordenades                                          | Codi?         | Imatge |
| ----------------------------------------------------------------- | --------------- | ------------------------------------------------ | ---------------------------------------------------------------------------------------- | ---------------------------------------------------- | ------------- | --- |
| Convent de Sant Salvador, o Convent de la Mare de Déu dels Àngels | BCIN 128-MH-EN  | Romànic, gòtic, barroc XIII-XIV, XVI, XVII-XVIII | Horta de Sant Joan Camí veïnal al convent                                                | 40° 57′ 24″ N, 0° 19′ 53″ E / 40.956558°N,0.331527°E | RI-51-0005091 | Convent de Sant Salvador (Horta de Sant Joan) · Vegeu més fotos d'aquest monument · Carregueu una nova foto d'aquest monument       |
| La Torre del Prior, o la Torre de Galindo                         | BCIN 939-MH     | XIV-XV                                           | Horta de Sant Joan Camí antic de Bot o de les Olles, barranc de l'Hort del Frare         | 40° 57′ 45″ N, 0° 19′ 49″ E / 40.9625°N,0.330139°E   | RI-51-0006855 | La Torre del Prior (Horta de Sant Joan) · Vegeu més fotos d'aquest monument · Carregueu una nova foto d'aquest monument             |
| Casa de la Comanda, o Casa del Delme, Casa Membrado               | BCIN 940-MH     | Renaixement XVI                                  | Horta de Sant Joan C. Comanda, 9                                                         | 40° 57′ 14″ N, 0° 18′ 58″ E / 40.953954°N,0.316169°E | RI-51-0006856 | Casa de la Comanda (Horta de Sant Joan) · Vegeu més fotos d'aquest monument · Carregueu una nova foto d'aquest monument             |
| Castell i muralla d'Horta de Sant Joan                            | BCIN 941-MH     | IX, XII                                          | Horta de Sant Joan                                                                       | 40° 57′ 17″ N, 0° 18′ 57″ E / 40.954798°N,0.315929°E | RI-51-0006857 | Carregueu una nova foto d'aquest monument                                                                                           |
| Nucli antic d'Horta de Sant Joan, o Orta de Sant Joan             | BCIN 1946-CH-EN | Gòtic, renaixement Medieval-XXI                  | Horta de Sant Joan                                                                       | 40° 57′ 15″ N, 0° 19′ 00″ E / 40.95408°N,0.3167°E    | RI-53-0000498 | Nucli antic d'Horta de Sant Joan · Vegeu més fotos d'aquest monument · Carregueu una nova foto d'aquest monument                    |
| Església de Sant Joan Baptista                                    | BCIL 1982       | Gòtic XIV-XVII                                   | Horta de Sant Joan Pl. de l'Església                                                     | 40° 57′ 14″ N, 0° 19′ 01″ E / 40.953956°N,0.316929°E | IPA-11766     | Església de Sant Joan Baptista (Horta de Sant Joan) · Vegeu més fotos d'aquest monument · Carregueu una nova foto d'aquest monument |
| Ajuntament d'Horta de Sant Joan, Casa de la Vila                  | BCIL 1982       | Renaixement XVI                                  | Horta de Sant Joan Pl. de l'Església                                                     | 40° 57′ 14″ N, 0° 19′ 01″ E / 40.953863°N,0.316837°E | IPA-11767     | Ajuntament d'Horta de Sant Joan · Vegeu més fotos d'aquest monument · Carregueu una nova foto d'aquest monument                     |
| L'Abadia                                                          |                 | Gòtic, obra popular XV-XVI                       | Horta de Sant Joan Pl. de l'Església, 2                                                  | 40° 57′ 14″ N, 0° 19′ 01″ E / 40.95386°N,0.31695°E   | IPA-11768     | Carregueu una nova foto d'aquest monument                                                                                           |
| L'Hospital                                                        | BCIL 1982       | Gòtic-renaixement XVI                            | Horta de Sant Joan C. Hospital                                                           | 40° 57′ 10″ N, 0° 19′ 01″ E / 40.952640°N,0.317078°E | IPA-11769     | L'Hospital (Horta de Sant Joan) · Vegeu més fotos d'aquest monument · Carregueu una nova foto d'aquest monument                     |
| Casa Colau                                                        |                 | Gòtic XIV-XV                                     | Horta de Sant Joan Pl. de l'Església, 7                                                  | 40° 57′ 14″ N, 0° 19′ 00″ E / 40.953883°N,0.316691°E | IPA-11770     | Carregueu una nova foto d'aquest monument                                                                                           |
| Habitatge al carrer de l'Hospital, 9                              |                 | Obra popular, gòtic XV, XVII                     | Horta de Sant Joan C. Hospital, 9                                                        | 40° 57′ 12″ N, 0° 18′ 59″ E / 40.953287°N,0.316371°E | IPA-11771     | Carregueu una nova foto d'aquest monument                                                                                           |
| Casa l'Habanero                                                   |                 | Gòtic XIV-XV                                     | Horta de Sant Joan Pl. de l'Església, 5                                                  | 40° 57′ 14″ N, 0° 19′ 00″ E / 40.953779°N,0.316747°E | IPA-11772     | Casa l'Habanero (Horta de Sant Joan) · Vegeu més fotos d'aquest monument · Carregueu una nova foto d'aquest monument                |
| Casa el Dòmino o Aiguadé                                          |                 | Gòtic XV-XVI                                     | Horta de Sant Joan C. Baix, 34                                                           | 40° 57′ 13″ N, 0° 19′ 00″ E / 40.953655°N,0.316589°E | IPA-11773     | Carregueu una nova foto d'aquest monument                                                                                           |
| Cal Burut                                                         |                 | Obra popular, gòtic Medieval                     | Horta de Sant Joan C. Tomàs Gil Membrado i Perot (abans Moragrega, 3)                    | 40° 57′ 16″ N, 0° 18′ 59″ E / 40.954562°N,0.316517°E | IPA-11774     | Carregueu una nova foto d'aquest monument                                                                                           |
| Casa Pessetes                                                     |                 | Gòtic-renaixement XVI                            | Horta de Sant Joan C. Picasso o del Mig, 4                                               | 40° 57′ 13″ N, 0° 19′ 00″ E / 40.95358°N,0.31666°E   | IPA-11775     | Casa Pessetes (Horta de Sant Joan) · Vegeu més fotos d'aquest monument · Carregueu una nova foto d'aquest monument                  |
| Forn de Manelet de la Curra                                       |                 | Obra popular XVI-XIX                             | Horta de Sant Joan C. Picasso, 19                                                        | 40° 57′ 12″ N, 0° 19′ 02″ E / 40.953212°N,0.317292°E | IPA-11776     | Carregueu una nova foto d'aquest monument                                                                                           |
| Casa Don Pedro                                                    |                 | Barroc XVII-XVIII                                | Horta de Sant Joan Pl. Sant Salvador d'Horta, 7                                          | 40° 57′ 15″ N, 0° 19′ 01″ E / 40.954145°N,0.316908°E | IPA-11777     | Carregueu una nova foto d'aquest monument                                                                                           |
| Casa Trabat, o Casa Elisa Prades                                  |                 | Obra popular XVI                                 | Horta de Sant Joan C. Comanda, 8                                                         | 40° 57′ 14″ N, 0° 18′ 59″ E / 40.95397°N,0.31630°E   | IPA-11778     | Carregueu una nova foto d'aquest monument                                                                                           |
| Casa Pascualet                                                    |                 | Gòtic XIV                                        | Horta de Sant Joan Pl. de l'Església, 12                                                 | 40° 57′ 14″ N, 0° 19′ 00″ E / 40.953974°N,0.316708°E | IPA-11779     | Carregueu una nova foto d'aquest monument                                                                                           |
| Casa Pepo                                                         |                 | Gòtic, obra popular XIV-XV, XVI                  | Horta de Sant Joan Pl. de l'Església, 6                                                  | 40° 57′ 14″ N, 0° 19′ 00″ E / 40.953819°N,0.316713°E | IPA-11780     | Carregueu una nova foto d'aquest monument                                                                                           |
| Forn del Ros                                                      |                 | Obra popular Medieval                            | Horta de Sant Joan C. Santa Anna, 19                                                     | 40° 57′ 12″ N, 0° 19′ 02″ E / 40.953460°N,0.317288°E | IPA-11781     | Carregueu una nova foto d'aquest monument                                                                                           |
| Casa Cleto, o Cal Notari                                          |                 | Gòtic-renaixement, obra popular XV-XVI           | Horta de Sant Joan C. Picasso, 28                                                        | 40° 57′ 11″ N, 0° 19′ 03″ E / 40.953028°N,0.317503°E | IPA-11782     | Carregueu una nova foto d'aquest monument                                                                                           |
| L'Hostal del Pan                                                  |                 | Gòtic XV                                         | Horta de Sant Joan C. Picasso, 11                                                        | 40° 57′ 12″ N, 0° 19′ 01″ E / 40.9534°N,0.31699°E    | IPA-11783     | Carregueu una nova foto d'aquest monument                                                                                           |
| Casa Manuelet de Joaquin, o Casa Maribel                          |                 | Gòtic-renaixement, obra popular XVI              | Horta de Sant Joan C. Bonaire, 10                                                        | 40° 57′ 15″ N, 0° 18′ 58″ E / 40.954098°N,0.316210°E | IPA-11784     | Carregueu una nova foto d'aquest monument                                                                                           |
| Casa Prada, o la Bellida                                          |                 | Gòtic, barroc XV-XVI, XVIII                      | Horta de Sant Joan C. Picasso, 24                                                        | 40° 57′ 11″ N, 0° 19′ 02″ E / 40.953143°N,0.317337°E | IPA-11785     | Carregueu una nova foto d'aquest monument                                                                                           |
| Casa Clua                                                         |                 | Gòtic, obra popular XV                           | Horta de Sant Joan C. Bonaire, 13                                                        | 40° 57′ 15″ N, 0° 18′ 58″ E / 40.954079°N,0.316063°E | IPA-11786     | Carregueu una nova foto d'aquest monument                                                                                           |
| Casa la Siscana                                                   |                 | Obra popular, gòtic XV-XVI                       | Horta de Sant Joan C. Picasso, 16                                                        | 40° 57′ 12″ N, 0° 19′ 01″ E / 40.953427°N,0.316961°E | IPA-11787     | Carregueu una nova foto d'aquest monument                                                                                           |
| Escoles                                                           |                 | Obra popular XVIII-XIX                           | Horta de Sant Joan C. Medi Natural, 21                                                   | 40° 57′ 18″ N, 0° 19′ 00″ E / 40.954947°N,0.316638°E | IPA-11788     | Carregueu una nova foto d'aquest monument                                                                                           |
| Capella de Sant Antoni                                            |                 | Obra popular XIII                                | Horta de Sant Joan Vora la carretera i riu Canaleta                                      | 40° 57′ 13″ N, 0° 20′ 46″ E / 40.95355°N,0.34606°E   | IPA-11790     | Carregueu una nova foto d'aquest monument                                                                                           |
| Capella de Sant Pau                                               |                 | Gòtic XIII, XVIII                                | Horta de Sant Joan Muntanya de Santa Bàrbara o tossal d'Horta                            | 40° 57′ 25″ N, 0° 20′ 02″ E / 40.956847°N,0.333892°E | IPA-11791     | Capella de Sant Pau (Horta de Sant Joan) · Vegeu més fotos d'aquest monument · Carregueu una nova foto d'aquest monument            |
| Capella de Sant Onofre                                            |                 | Gòtic XIV-XV                                     | Horta de Sant Joan Muntanya de Santa Bàrbara o tossal d'Horta                            | 40° 57′ 25″ N, 0° 19′ 59″ E / 40.956815°N,0.333092°E | IPA-11792     | Capella de Sant Onofre (Horta de Sant Joan) · Vegeu més fotos d'aquest monument · Carregueu una nova foto d'aquest monument         |
| Ermita de Sant Antoni Abat                                        |                 | Obra popular XVII                                | Horta de Sant Joan                                                                       | 40° 57′ 30″ N, 0° 20′ 30″ E / 40.95840°N,0.34153°E   | IPA-11793     | Ermita de Sant Antoni Abat (Horta de Sant Joan) · Vegeu més fotos d'aquest monument · Carregueu una nova foto d'aquest monument     |
| Ermita de Santa Bàrbara                                           |                 | Obra popular XVII                                | Horta de Sant Joan Puig de Sant Salvador o Santa Bàrbara                                 | 40° 57′ 25″ N, 0° 20′ 18″ E / 40.956895°N,0.338396°E | IPA-11794     | Ermita de Santa Bàrbara (Horta de Sant Joan) · Vegeu més fotos d'aquest monument · Carregueu una nova foto d'aquest monument        |
| Cova-capella de Sant Salvador                                     |                 | Obra popular                                     | Horta de Sant Joan Puig de Sant Salvador o de Santa Bàrbara                              | 40° 57′ 36″ N, 0° 20′ 23″ E / 40.960090°N,0.339740°E | IPA-11799     | Cova-capella de Sant Salvador (Horta de Sant Joan) · Vegeu més fotos d'aquest monument · Carregueu una nova foto d'aquest monument  |
| Casa Terrats                                                      |                 | Obra popular XIX                                 | Horta de Sant Joan Raval de l'Hospital, 12                                               | 40° 57′ 10″ N, 0° 18′ 58″ E / 40.95274°N,0.31605°E   | IPA-14110     | Carregueu una nova foto d'aquest monument                                                                                           |
| Casa Pitarch                                                      |                 | Gòtic, obra popular XIII-XX                      | Horta de Sant Joan C. Picasso, 2                                                         | 40° 57′ 13″ N, 0° 19′ 00″ E / 40.953716°N,0.316740°E | IPA-14111     | Carregueu una nova foto d'aquest monument                                                                                           |
| Font de l'Hort del Frare                                          |                 | Obra popular Medieval                            | Horta de Sant Joan Barranc de l'Hort del Frare, prop del la Torre del Prior o de Galindo |                                                      | IPA-30594     | Carregueu una nova foto d'aquest monument                                                                                           |
| La Creuera                                                        |                 | Obra popular XIV                                 | Horta de Sant Joan C. Comanda - c. Baixa                                                 |                                                      | IPA-30596     | Carregueu una nova foto d'aquest monument                                                                                           |
| Mas de Manresa                                                    |                 | Obra popular XVII                                | Horta de Sant Joan                                                                       | 40° 54′ 52″ N, 0° 18′ 10″ E / 40.91446°N,0.30283°E   | IPA-30957     | Carregueu una nova foto d'aquest monument                                                                                           |
| Casa Chinchon                                                     |                 | Obra popular XV-XVI                              | Horta de Sant Joan C. Baix, 26                                                           | 40° 57′ 11″ N, 0° 19′ 02″ E / 40.952946°N,0.317329°E | IPA-31014     | Carregueu una nova foto d'aquest monument                                                                                           |
| Antiga presó d'Horta, el Tambó                                    |                 | Gòtic, obra popular XIII-XV                      | Horta de Sant Joan Baixada del Tambó                                                     | 40° 57′ 14″ N, 0° 19′ 00″ E / 40.953898°N,0.316788°E | IPA-31015     | Carregueu una nova foto d'aquest monument                                                                                           |
| Casa Macià                                                        |                 | Gòtic, obra popular XV-XVI                       | Horta de Sant Joan C. Picassó o del Mig, 26                                              | 40° 57′ 11″ N, 0° 19′ 03″ E / 40.953080°N,0.317426°E | IPA-31016     | Carregueu una nova foto d'aquest monument                                                                                           |
| Casa Benitó del Retó o Daniel de Serena                           |                 | Obra popular XVII-XVIII                          | Horta de Sant Joan C. Santa Anna, 21                                                     | 40° 57′ 12″ N, 0° 19′ 03″ E / 40.953391°N,0.317385°E | IPA-31017     | Carregueu una nova foto d'aquest monument                                                                                           |
| Casa Gil                                                          |                 | Obra popular XVIII                               | Horta de Sant Joan C. Santa Anna, 43                                                     | 40° 57′ 11″ N, 0° 19′ 04″ E / 40.952972°N,0.317884°E | IPA-31018     | Carregueu una nova foto d'aquest monument                                                                                           |
| Molí de Don Pedro                                                 |                 | Obra popular XIX                                 | Horta de Sant Joan Av. de la Generalitat                                                 | 40° 57′ 49″ N, 0° 18′ 10″ E / 40.963618°N,0.302744°E | IPA-31019     | Carregueu una nova foto d'aquest monument                                                                                           |
| Molí de la Bellida                                                |                 | Obra popular XVIII-XIX                           | Horta de Sant Joan                                                                       | 40° 57′ 18″ N, 0° 19′ 28″ E / 40.954923°N,0.324392°E | IPA-31020     | Molí de la Bellida (Horta de Sant Joan) · Vegeu més fotos d'aquest monument · Carregueu una nova foto d'aquest monument             |
| Mas de la Franqueta                                               |                 | Obra popular XVII                                | Horta de Sant Joan                                                                       | 40° 52′ 07″ N, 0° 18′ 32″ E / 40.868687°N,0.308910°E | IPA-31022     | Mas de la Franqueta (Horta de Sant Joan) · Vegeu més fotos d'aquest monument · Carregueu una nova foto d'aquest monument            |
| Mas del Ferrassó                                                  |                 | Obra popular XIX                                 | Horta de Sant Joan                                                                       | 40° 54′ 54″ N, 0° 18′ 51″ E / 40.915026°N,0.314208°E | IPA-31023     | Carregueu una nova foto d'aquest monument                                                                                           |
| Relleu a la façana de l'Ecomuseu, antiga cooperativa              |                 | Gòtic XIII                                       | Horta de Sant Joan C. Picasso, 8                                                         | 40° 57′ 12″ N, 0° 19′ 01″ E / 40.953371°N,0.317011°E | IPA-31024     | Carregueu una nova foto d'aquest monument                                                                                           |
| Relleus plaça Sant Salvador                                       |                 | Gòtic-renaixement XV                             | Horta de Sant Joan Pl. Sant Salvador                                                     | 40° 57′ 15″ N, 0° 19′ 00″ E / 40.95430°N,0.31659°E   | IPA-31025     | Carregueu una nova foto d'aquest monument                                                                                           |
| Relleu al carrer Messeguer                                        |                 | Gòtic XIII-XV                                    | Horta de Sant Joan C. Messeguer                                                          |                                                      | IPA-31026     | Carregueu una nova foto d'aquest monument                                                                                           |